# 清水坪镇
清水坪镇，是中华人民共和国湖南省湘西土家族苗族自治州保靖县下辖的一个乡镇级行政单位。

## 行政区划
清水坪镇下辖以下地区：
清水坪社区、大桥村、里外村、客寨村、魏家村、夕东村、下码头村、大坝村、坝木村、三溪村、黄连树村、马王村、且科村、清水坪村、梁山村和中溪村。